# Am Markt (Lüneburg)

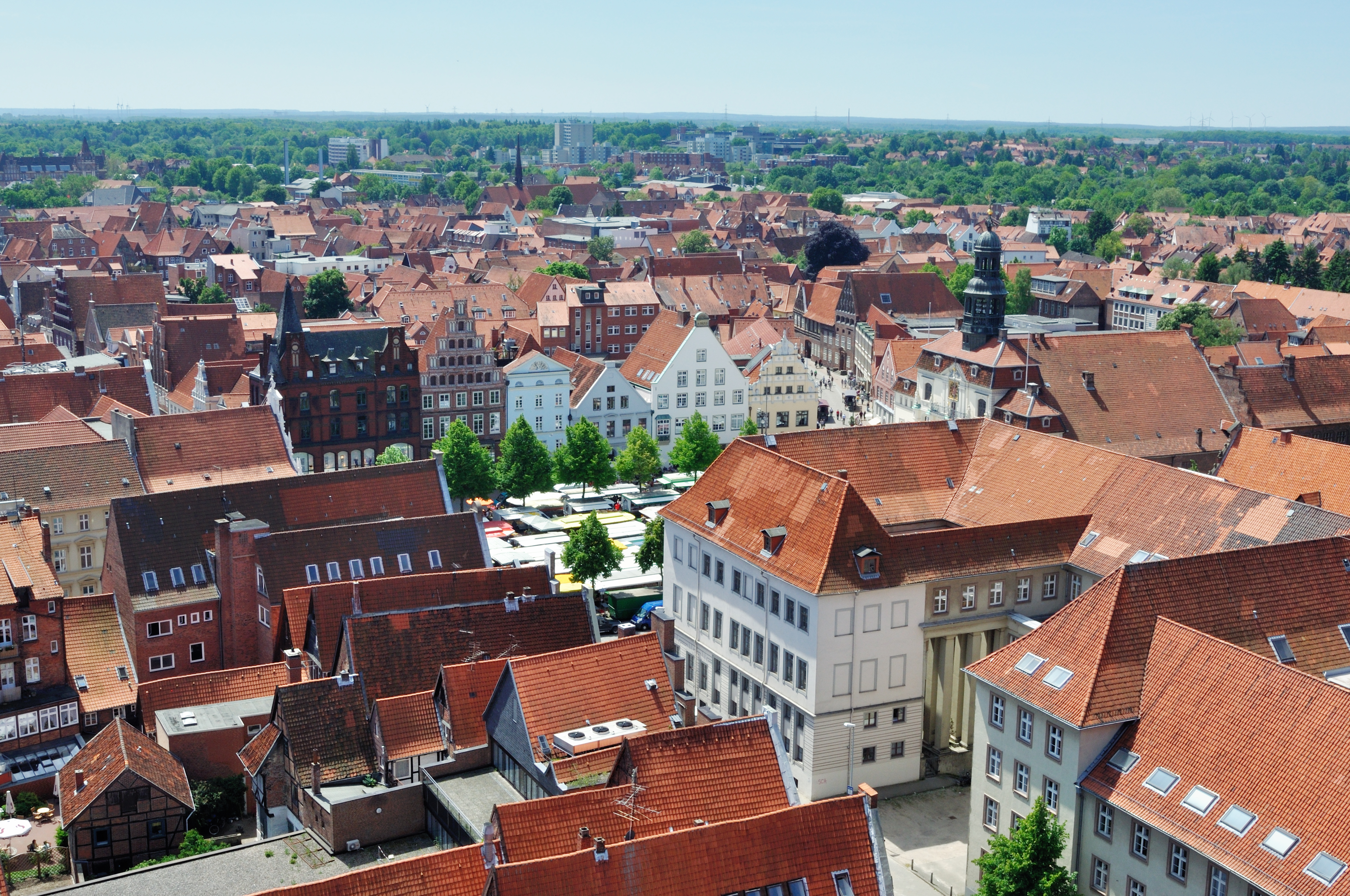
Blick auf den Lüneburger Markt vom Turm der Nicolaikirche (Juni 2010)

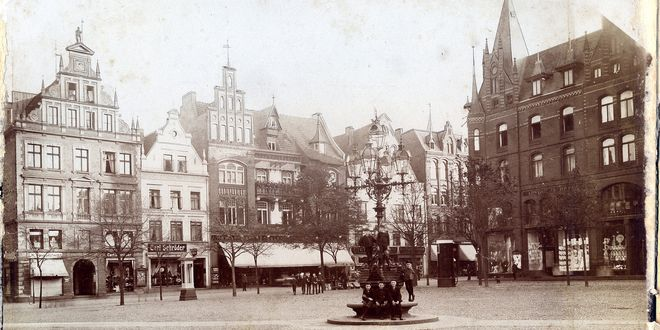
Am Markt, Ostseite gegenüber dem Rathaus mit der Vorgängerbebauung des heutigen Karstadt-Warenhauses. Frühes 19. Jahrhundert.

Die Straße Am Markt liegt im Stadtzentrum von Lüneburg.

## Lage
Der Markt ist ein Platz in der Mitte der Altstadt von Lüneburg. Der Platz ist fast rechteckig und eine Ausdehnung von etwa 170 bis 190 Meter. Im Osten wird der Platz von der Großen Bäckerstraße begrenzt. Im Norden des Platzes geht in Richtung Westen die Straße Am Ochsenmarkt, im Süden in Richtung Westen die Waagestraße ab. An der nordöstlichen Ecke trifft die Bardowicker Straße und die Straße An den Brodbänken auf den Platz. Die Nummerierung beginnt mit der 1, dem Rathaus an der westlichen Seite. Die Häuser mit den Nummern 2, 3, 4, 5 und 6 befinden sich an der südlichen Seite. Die Nummer 7 befindet sich an der nördlichen Seite, es ist das Landgericht Lüneburg auch Schloss genannt.

## Geschichte
Ein Marktzoll wurde bereits im Jahre 965 erhoben. Im Jahre 1244 wird von Neumarkt gesprochen, wo der alte Markt lag, ist heute aber nicht mehr bekannt. Markttag war der Mittwoch und der Samstag. Der Platz war aber auch ein Ort der Gerichtsbarkeit, so befand sich der Schandpfahl an der nordöstlichen Ecke des Rathauses. Der Luna-Brunnen wurde um 1540 angelegt. Die heutige Gestalt des Platzes mit den Bäumen an der nördlichen und südlichen Seite geht auf einen Entwurf des Stadtbaurates A. Maske aus dem Jahr 1887 zurück. Auch die Wege auf dem Platz stammen aus dieser Zeit.

## Baudenkmale
| Lage                                    | Bezeichnung             | Beschreibung | ID       | Bild           |
| --------------------------------------- | ----------------------- | --- | -------- | -------------- |
| Am Markt 53° 15′ 1″ N, 10° 24′ 29″ O    | Brunnen                 | Der Brunnen befindet sich etwas westlich des Mittelpunktes des Marktes. Es ist eine Kopie, das Original befindet sich im Museum für das Fürstentum Lüneburg. Erschaffen wurde der Brunnen um 1540. Über zwei Schalen befindet sich eine Säule und darüber eine Statue der Göttin Artemis. Der bekrönende Halbmond wurde 1970 gestohlen, von Harald Haacke später nachgebildet. | 30666076 | Weitere Bilder |
| Am Markt 53° 15′ 1″ N, 10° 24′ 29″ O    | Pflaster                | | 30681749 | BW             |
| Am Markt 53° 15′ 1″ N, 10° 24′ 30″ O    | Platz                   | | 30684140 | BW             |
| Am Markt 1 53° 15′ 1″ N, 10° 24′ 27″ O  | Rathaus                 | Das Rathaus entstand im Jahre 1230 und nimmt die gesamte westliche Seite des Platzes ein und ist für das Bild des Platzes prägend. Es erstreckt sich über etwa 5000 Quadratmeter und ist somit die größte Anlage dieser Art in Deutschland. | 30650026 | Weitere Bilder |
| Am Markt 3 53° 14′ 59″ N, 10° 24′ 29″ O | Wohn- und Geschäftshaus | Das zweigeschossige, giebelständige Haus wurde wohl im 15. Jahrhundert erbaut. Das Haus hat fünf Achsen, und ein Satteldach. Zum Gebäude gehören ein Speicher mit der ID 30648275 und ein Stall mit der ID 30687963 | 30674227 |                |
| Am Markt 4 53° 14′ 59″ N, 10° 24′ 29″ O | Wohn- und Geschäftshaus | Das Haus ist ein giebelständiges, viergeschossiges Haus mit einem Satteldach. Zum Gebäude gehören ein Hofflügel mit der ID 30648495 und ein Hintergebäude mit der ID 39871890 | 30674200 |                |
| Am Markt 5 53° 14′ 59″ N, 10° 24′ 30″ O | Wohn- und Geschäftshaus | Ein giebelständiges, viergeschossiges Haus mit einem Staffelgiebel. Zum Haus gehört ein Hofflügel mit der ID 30648185 | 30654976 |                |
| Am Markt 6 53° 14′ 59″ N, 10° 24′ 31″ O | Wohn- und Geschäftshaus | Das Haus befindet sich an der Ecke zur Großen Bäckerstraße. Das heutige Haus wurde 1895 erbaut. Bauherr war der Kaufmann Arnold Jacobsen (gestorben 1933), ein Mitglied der Lüneburger Synagogengemeinde. Es ist viergeschossig im Stil der Neugotik. | 30674178 |                |
| Am Markt 7 53° 15′ 2″ N, 10° 24′ 30″ O  | Landgericht Lüneburg    | Das Haus wurde von 1696 bis 1700 anstelle von Bürgerhäusern erbaut. Es ist ein dreigeschossiges Haus mit 13 Achsen und einem Mansarddach. Der Eingang befindet sich in der mittleren Achse, davor ist eine Freitreppe. | 30649951 | Weitere Bilder |
| Am Markt 7a 53° 15′ 2″ N, 10° 24′ 28″ O | Nebengebäude            | | 30669360 |                |